# اختلال دوقطبی
اختلال دو قطبی (به انگلیسی: Bipolar disorder)، که پیش‌تر با نام افسردگی-شیدایی (به انگلیسی: manic depression) شناخته می‌شد، نوعی اختلال روانی است که با دوره‌های افسردگی، شیدایی و خُلق غیرطبیعی مشخص می‌شود. اگر انرژی بیمار بسیار بالا یا همراه با روان‌پریشی باشد، به آن حالت شیدایی (مانیا) می‌گویند؛ امّا اگر شدت آن کم باشد، به آن حالت نیمه‌شیدایی (هیپومانیا) می‌گویند. احساسات و رفتارهای غیرطبیعی، نشاط‌زدگی، تحریک‌پذیری، اختلال تمرکز، خودبزرگ‌بینی و خوش‌بینی افراطی از علائم مانیا است. بیمار در این دوره معمولاً تصمیمات پر ریسک بدون توجه به عواقب آن می‌گیرد. دورهٔ مانیا به‌صورت معمول همراه با کم‌خوابی است. در دورهٔ افسردگی بیمار دید منفی نسبت به زندگی خود دارد. عدم اعتماد بنفس، اختلالات خواب، اختلالات خوردن، خستگی و بی‌حالی از علائم افسردگی است. خطر خودکشی بیماران اختلال دوقطبی زیاد است؛ به‌طوری که در طی یک دورهٔ ۲۰ ساله ۶٪ از مبتلایان بر اثر خودکشی مُردند و ۴۰–۳۰٪ درگیر خودزنی بودند. اختلال دوقطبی معمولاً همراه با اختلال اضطرابی و اختلال سوءمصرف مواد است.
در حالی که علل ابتلا به اختلال دوقطبی به‌طور قطعی مشخص نشده، تصور می‌شود که عوامل محیطی و ژنتیکی در این امر نقش دارند. بسیاری از ژن‌ها، هر کدام با اثرات کم، ممکن است در ایجاد این اختلال نقش داشته باشند. عوامل ژنتیکی حدود ۷۰–۹۰٪ خطر ابتلا به اختلال دوقطبی را تشکیل می‌دهند. عوامل خطرساز محیطی شامل سابقهٔ کودک‌آزاری، فشار روانی بلند مدت می‌شود. این بیماری را در صورت وجود حداقل یک دورهٔ مانیا با افسردگی خفیف، اختلال دوقطبی نوع یک, و اگر حداقل یک دورهٔ هیپومانیا و یک دورهٔ اختلال افسردگی عمده به وجود آید اختلال دوقطبی نوع دو می‌نامند. امّا اگر علائم ناشی از مصرف دارو یا مشکلات پزشکی باشد، به عنوان اختلال دوقطبی تشخیص داده نمی‌شود. سایر بیماری‌ها که علائم مشابهی با اختلال دوقطبی دارند شامل اختلال کم‌توجهی - بیش‌فعالی، اسکیزوفرنی، اختلال شخصیت مرزی و اختلال سوءمصرف مواد می‌شوند.
تثبیت کننده‌های خلقی - لیتیم و برخی از داروهای ضدتشنج مانند والپروات و کاربامازپین، برای جلوگیری از نوسانات خلقی به همراه داروهای ضدروان‌پریشی به عنوان خط اول درمانی این بیماری مورد استفاده قرارمی‌گیرند. در موارد حاد شیدایی که همراه با پارانویا، علائم سایکوتیک، توهمات و هذیان گویی و خطر آسیب به خود و دیگران وجود دارد بستری کردن بیمار در اولویت قرار می‌گیرد.  روان درمانی نیز به بهبود این اختلال کمک می‌کند. استفاده از داروهای ضدافسردگی در درمان دورهٔ افسردگی می‌تواند مؤثر باشد امّا در تحریک دورهٔ شیدایی نقش دارد. درمان دوره افسردگی اغلب دشوار است. درمان با الکتروشوک نیز یکی از روش‌های مؤثر درمان اختلال افسردگی عمده، شیدایی و روان‌گسیختگی کاتاتونی است.

## فراتر از نوسان خلقی
همه افراد به دانش عموم در مورد اختلال دوقطبی بسنده کرده، و آن را فقط یک بیماری که در یک طرف افسردگی و از طرفی دیگر مانیا ذهن شخص بیمار را از آن خود می‌کند می‌دانند؛ در حالی که مطالعات چیز دیگری را نشان می‌دهد.
تناوب میان دو حالت افسردگی و مانیا مشکلات قابل توجهی را در محل کار، زندگی اجتماعی، تحصیل و خانواده در زندگی فرد مبتلا ایجاد می‌کند. بعضی از کارهای روزانه از جمله تصمیم‌گیری‌های جزئی یا مهم، انجام فعالیت‌های روزمره، انجام وظایف شغلی یا تکالیف درسی و تحصیلی و رفتار فرد در اجتماع، به‌شدت تحت‌تأثیر بیماری می‌باشند.

## علائم و نشانه‌ها

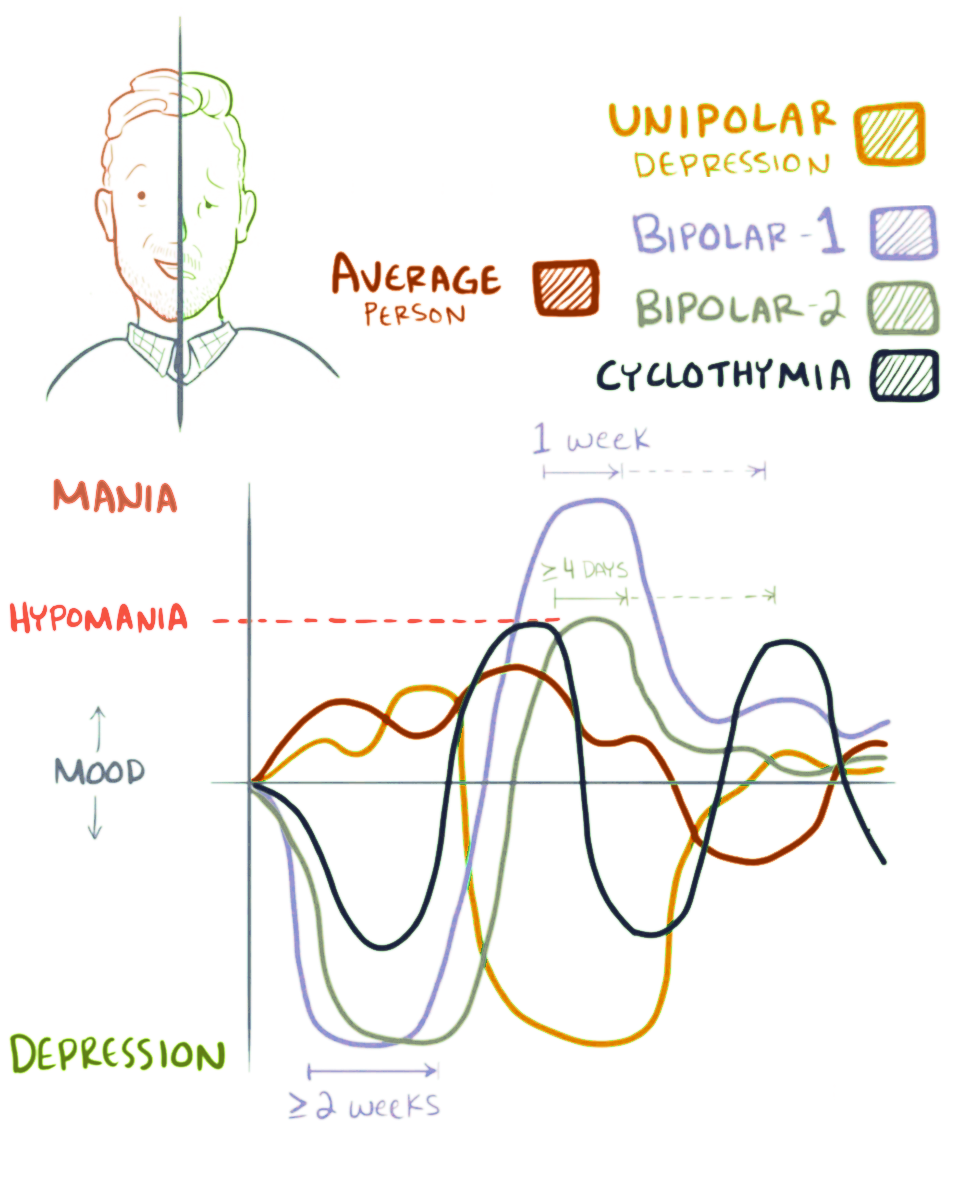
نمودار گرافیکی دوره‌های شیدایی، نیمه‌شیدایی و افسردگی

اواخر نوجوانی و اوایل بزرگسالی سال‌های اوج شروع اختلال دوقطبی است. این بیماری با دوره‌های متناوب از مانیا و افسردگی، با عدم وجود علائم در میان مشخص می‌شود. در طول این دوره‌ها، افراد مبتلا به اختلال دوقطبی، اختلال در خلق و خوی طبیعی، فعالیت‌های روانی حرکتی (فعالیت بدنی که تحت تأثیر خلق و خوی قرار دارد) مانند: بی‌قراری مداوم در طی دورهٔ مانیا یا اختلال و کند شدن ساعت بدن و ادراک در طی دورهٔ افسردگی از خود نشان می‌دهند. شیدایی می‌تواند در سطوح متفاوتی از نوسان خلقی، اعم از سرخوشی گرفته که با «شیدایی کلاسیک» مرتبط است؛ تا ملال و تحریک پذیری خود را نشان دهد. علائم روان پریشی مانند هذیان گویی یا توهم در هر دو دورهٔ مانیا و افسردگی ممکن است رخ دهد؛ ماهیت آن با روحیهٔ غالب فرد بیمار مرتبط است.

### دوره شیدایی

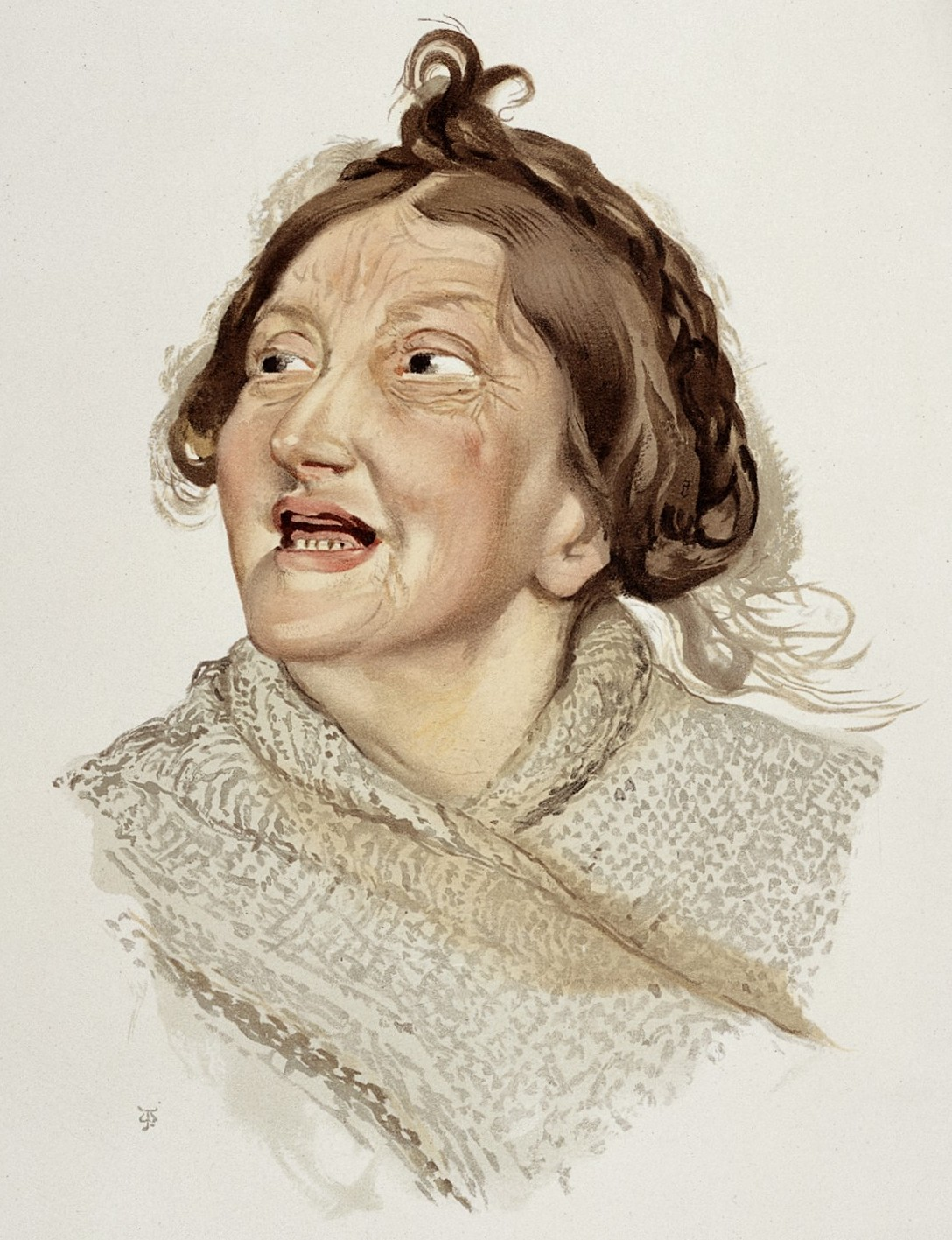
لیتوگرافی رنگی یک زن مبتلا به مانیا در سال ۱۸۹۲

دوره شیدایی (مانیا) مشخصه تشخیص اختلال دوقطبی است. این بیماری با توجه به مدت این دوره طبقه‌بندی می‌شود. بیماران مبتلا حالاتی نظیر سرخوشی، افزایش اعتمادبه‌نفس، افزایش انرژی و فعالیت، حس بی‌قراری و افکار پراکنده یا افکار مسابقه‌ای افزایش میل به رسیدن به هدف، بی‌خوابی و بی‌اشتهایی شدید و افزایش شدید میل جنسی را تجربه می‌کنند و ممکن است ناگهان از اوج شادی و خوش‌حالی به اوج غم و اندوه فروروند و ارتباطی بین خُلق بیمار و آنچه واقعاً در زندگی او رخ می‌دهد وجود ندارد. دوره شیدایی می‌تواند شدت مختلفی از شیدایی خفیف (نیمه-شیدایی) تا شیدایی کامل با علائم جنون‌آمیز نظیر توهم خودبزرگ‌بینی یا روان‌پریشی، داشته باشد. در این دوره تمرکز کاهش پیدا می‌کند و بیمار توهم خودبزرگ‌بینی پیدا می‌کند. قضاوت بیمار ممکن است مختل شود و دست به ول‌خرجی‌های غیرمعمول یا رفتارهای غیرطبیعی بزند.
برخی از علائم و نشانه‌های این بیماری (اختلال دو قطبی) شامل موارد زیر می‌شود:
- بی‌قراری، افزایش انرژی و میزان فعالیت
- خلق خیلی بالا و احساس نشاط شدید در بعضی مواقع
- احساس خشم و پرخاشگری
- انتقادناپذیری و زودرنجی
- احساسی بودن
- پرحرفی و صحبت کردن فشرده
- عدم توانایی برای تمرکز، حواس‌پرتی
- کاهش نیاز به خواب
- کاهش قابل توجه اشتها
- اعتقادات غیرواقعی در مورد توانمندی‌ها و قدرت فرد همانند افزایش اعتمادبه‌نفس و حرمت نفس
- قضاوت ضعیف
- وابستگی به بعضی افراد و نزدیکان
- افزایش تمایلات جنسی
- رفتارهای اغواگرانه و پرخطر مانند رابطه جنسی پرخطر، قمار و انجام دیگر کارهای پرریسک، رفتار مداخله‌جویانه، و پرخاشگرانه

### دوره نیمه‌شیدایی

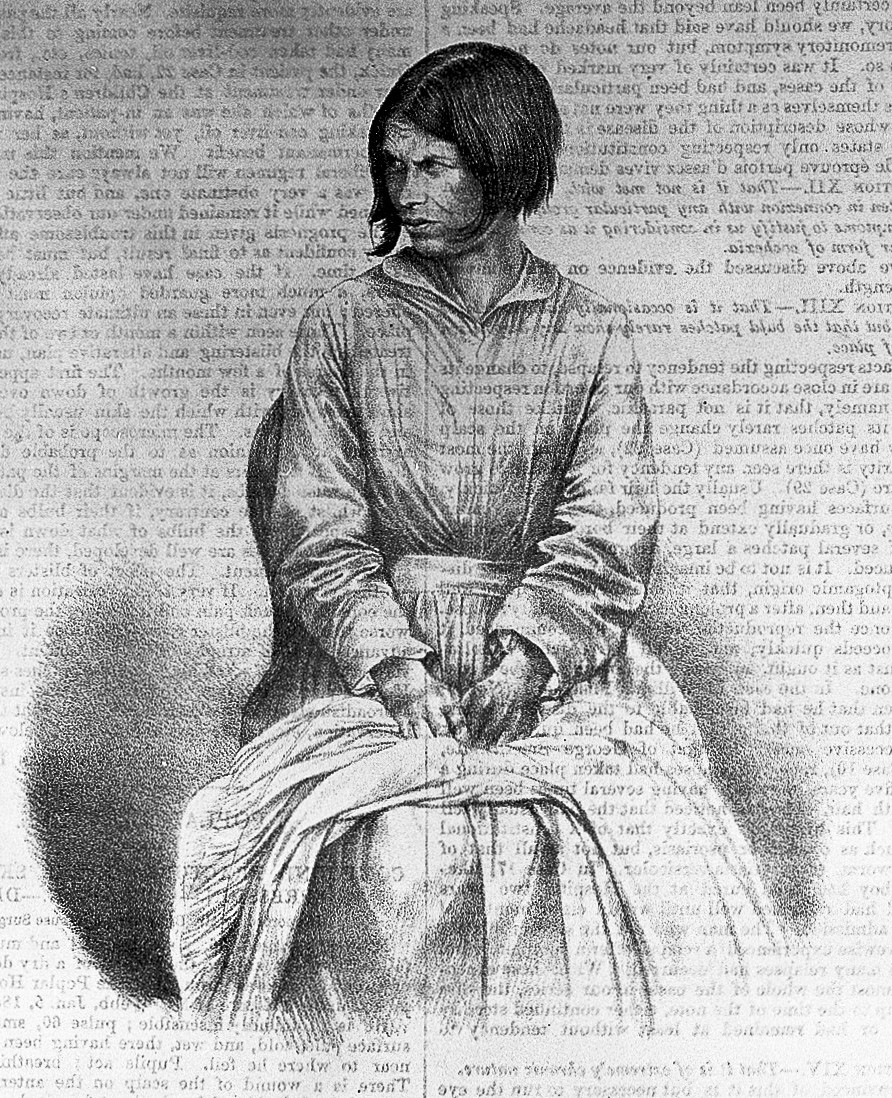
لیتوگرافی یک زن در حالت عبور از افسردگی به شیدایی در سال ۱۸۵۸

دوره نیمه‌شیدایی همان دوره شیدایی با شدت کمتر است که در آن علائم جنون و خودبزرگ‌بینی وجود ندارد. بسیاری از بیماران در دوره نیمه‌شیدایی فعال‌تر از حالت عادی هستند، در حالی که بیماران در دوره شیدایی به دلیل کاهش تمرکز در فعالیت‌های خود دچار مشکل می‌شوند. خلاقیت در بعضی بیماران نیمه‌شیدا افزایش پیدا می‌کند. بسیاری از بیماران علائم هایپرسکسولیته (افزایش فعالیت جنسی) را نشان می‌دهد. دوره نیمه‌شیدایی ویژگی اختلال دوقطبی نوع دوم و اختلال خلق ادواری است اما می‌تواند در اختلال روان‌گسیختگی عاطفی (اختلال اسکیزوافکتیو) نیز ظاهر شود. نیمه-شیدایی ویژگی اختلال دوقطبی نوع اول نیز هست و زمانی رخ می‌دهد که خلق بیمار بین وضعیت‌های عادی و شیدایی نوسان می‌کند.

### دوره افسردگی (خُلقِ پایین)

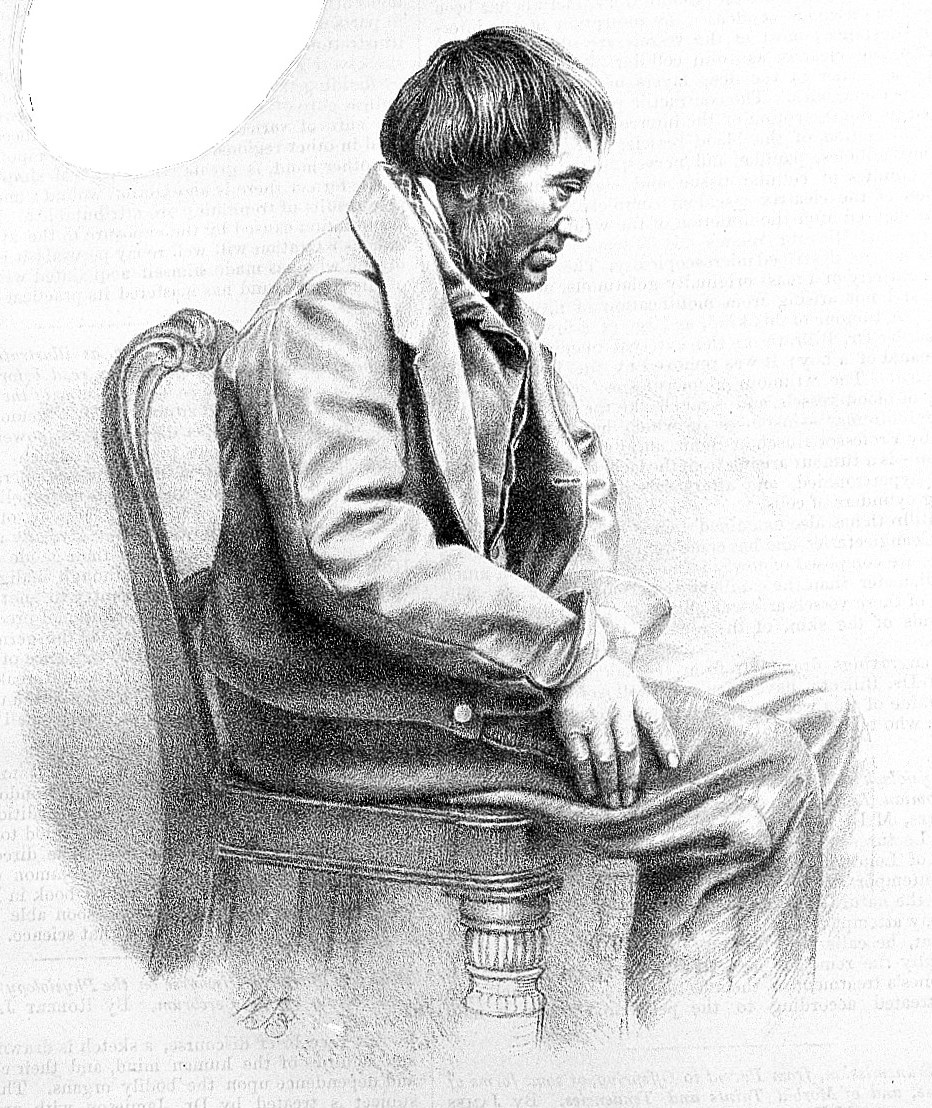
افسردگی اثر ویلیام بگ از هیو ویلش

افسردگی می‌تواند قبل یا بعد از دوره شیدایی در این بیماران ایجاد شود. درصد کمی از بیماران، که شامل افراد مبتلا به اختلال دو قطبی نوع یک می‌شود ممکن است بسیار کمتر افسردگی را تجربه کنند. علائم افسردگی شامل موارد زیر می‌باشد:
- احساس غم و تنهایی
- پوچی و ناامیدی
- خستگی مفرط
- فقدان علاقه در انجام کارهای معمول فرد
- کاهش اعتماد به نفس و حرمت نفس
- افکار خودکشی
- اختلال در تمرکز و حافظه

### دوره خلق ترکیبی
خلق ترکیبی (یا Mixed State) وضعیتی است که در آن هر دو علائم شیدایی و افسردگی به‌طور هم‌زمان بروز می‌کنند (مثلاً تحریک‌پذیری، اضطراب، خستگی، احساس گناه، پرخاشگری، تفکرات خودکشی، صحبت بی‌وقفه و خشم). از آنجایی که در تمامی موارد اختلال دوقطبی میان افسردگی و مانیا تناوب دیده می‌شود، بیش از نیمی از افراد مبتلا این حالت را تجربه می‌کنند. برای مثال افراد مبتلا برخی علائم شیدایی را در یک دوره افسردگی کامل تجربه می‌کنند؛ برای نمونه حالت گریه‌های بی‌دلیل در وضعیت شیدایی یا تفکرات سریع در وضعیت افسردگی است. حالت‌های ترکیبی معمولاً خطرناک‌ترین دوره در بیماری‌های خلقی هستند زیرا رفتارهایی مانند سوء مصرف مواد، احتمال حمله پَنیک یا وحشت زدگی و اقدام به خودکشی تا حد زیادی افزایش پیدا می‌کنند.

## تشخیص و زیردسته‌ها
معمولاً اختلال دوقطبی به زیردسته‌های زیر طبقه‌بندی می‌شود:

### اختلال دوقطبی نوع اول

مقایسه اختلال دوقطبی نوع یک، اختلال دوقطبی نوع دو و اختلال خلق ادواری

اختلال دوقطبی نوع اول (به انگلیسی: Bipolar I disorder) تجربه حداقل یک دوره شیدایی و دوره‌های شیدایی کامل. وجود دوره افسردگی شدید بسیار نادر یا کم می‌باشد یا دوره نیمه‌شیدایی برای تشخیص بیماری الزامی نیست اما گاهی زیر نظر قرار گرفته می‌شوند.

### اختلال دوقطبی نوع دوم
اختلال دوقطبی نوع دوم (به انگلیسی: Bipolar II disorder) عدم وجود دوره شیدایی کامل، وجود حداقل یک دوره نیمه‌شیدایی کامل (دوره ای که ضعیف تر از شیدایی می‌باشد) و تجربه دوره افسردگی اساسی با دوام حداقل دو هفته.

### اختلال خلق ادواری (سیکلوتایمی)
اختلال خلق ادواری یا سیکلوتایمی (به انگلیسی: Cyclothymia) دوره‌هایی از علایم شیدایی که از نظر شدت به آستانه نیمه-شیدایی نرسد، همراه با دوره‌هایی از افسردگی که از نظر شدت به اندازه افسردگی اساسی نباشد. این اختلال مزمن بوده و طول مدتی حداقل ۲ ساله دارد.

#### اختلال دوقطبی پیش رونده یا تناوب سریع
بیشتر افرادی که دارای اختلال دوقطبی تشخیص داده می‌شوند، دارای تعداد دوره، به متوسط ۰٫۴ تا ۰٫۷ در سال، با طول سه تا شش ماه هستند.
تناوب سریع به افرادی گفته می‌شود که بیشتر از سه دوره در سال را تجربه می‌کنند. بخش قابل توجهی از بیماران دوقطبی شامل این عنوان می‌شوند. در برخی منابع عناوین تناوب بسیار سریع و تناوب به شدت سریع یا تناوب بسیار بسیار سریع تعریف شده‌اند. یک تعریف از تناوب بسیار بسیار سریع، تغییر خلق در طول بازه ۲۴ تا ۴۸ ساعت است.

## پرسش‌نامه‌هایی برای بررسی احتمال ابتلا
پرسش‌نامه اختلال خلقی (MDQ): پرسش‌نامه‌ای است که برای بررسی «احتمال» ابتلای هر فرد به اختلال دوقطبی به‌کار می‌رود. بر اساس پژوهش انجام شده در ایران، به‌دست آوردن نمره ۵ یا بیشتر در این پرسش‌نامه، احتمال ابتلا را نشان می‌دهد؛ ولی نکته مهم آن است که این پرسش‌نامه اصلاً برای اطمینان از ابتلا کافی نیست و قطعاً نیاز به بررسی تشخیصی توسط روان‌پزشک وجود دارد.
مقیاس تشخیصی طیف دوقطبی (BSDS): پرسش‌نامه‌ای است که برای بررسی «احتمال» ابتلای هر فرد به اختلال دوقطبی به کار می‌رود. بر اساس پژوهش انجام شده در ایران، به دست آوردن نمره ۱۴ یا بیشتر در این پرسش‌نامه، احتمال ابتلا را نشان می‌دهد؛ ولی نکته مهم آن است که این پرسش‌نامه اصلاً برای اطمینان از ابتلا کافی نیست و قطعاً نیاز به بررسی تشخیصی توسط روان‌پزشک وجود دارد.

## علل پیدایش
اگرچه دلیل قطعی برای این اختلالات هنوز شناخته نشده است، اما محققان بر این باورند که اختلالات دوقطبی منشأ ارثی دارد و ترکیب ژنتیکی افراد بیشتر از تربیت آن‌ها در این اختلالات مؤثر است. ممکن است مشکل فیزیکی در قسمتی از مغز که کنترل حالات روانی را به‌عهده دارد عامل این اختلالات باشد. به این دلیل است که این اختلالات با دارو قابل کنترل هستند. همچنین نوسانات خلقی ممکن است گاهی توسط استرس یا بیماری به وجود بیایند.

## عوامل خطرساز
عواملی که ممکن است ریسک گسترش یک اختلال دوقطبی را افزایش دهند یا به عنوان یک تحریک‌کننده برای اولین دوره این اختلال عمل کنند، شامل این موارد می‌شوند:
- داشتن بستگان درجه اول مبتلا به اختلال دوقطبی مانند والدین یا خواهر و برادر
- دوره‌هایی از تجربه استرس بسیار زیاد
- سوءاستفاده دارو یا الکل
- تغییرات اساسی زندگی از قبیل مرگ کسی که دوستش داریم یا دیگر تجربه‌های شوک آور[۲۵][۱]

## مدیریت
گرچه لیتیوم مؤثرترین تثبیت‌کننده است، اما داروهای دیگری نیز وجود دارد.
- سدیم والپروات که یک ضد تشنج است. اما هنوز شواهد کافی وجود ندارد که سدیم والپروات به اندازه لیتیوم مؤثر باشد. این دارو نباید برای خانم‌ها در سنین باروری تجویز شود.
- کاربامازپین اثر کمتری داشته و کمتر برای اختلالات دوقطبی استفاده می‌شود. اما اگر برای شما مناسب است نیازی به تغییر آن نیست.
- داروهای ضد جنون جدید (مثل اولانزاپین) نیز می‌تواند به عنوان تثبیت‌کننده استفاده شود.[۲۶]

علاوه بر دارو درمانی روش‌های درمانی دیگری مبتی بر علم روان‌شناسی و روان‌درمانی برای درمان بیماری دوقطبی نیز وجود دارد که از جمله آنها می‌توان به روان درمانی، رفتار درمانی شناختی (CBT) اشاره کرد. همچنین خانواده درمانی در بهبود و تثبیت این بیماری تأثیر بسزایی دارد.

## شرایطی که معمولاً با اختلال دوقطبی رخ می‌دهد
اگر شما اختلال دوقطبی دارید، همچنین ممکن است شرایط سلامتی خاصی داشته باشید که قبل یا بعد از تشخیص اختلال دوقطبی تشخیص داده شده باشند. چنین شرایطی نیاز به تشخیص و درمان دارند، زیرا آن‌ها ممکن است اختلال دوقطبی را بدتر کنند یا اثربخشی درمان را کمتر کنند. این شرایط پزشکی خاص شامل این موارد می‌شود:
- اختلالات اضطرابی. مثال‌های این اختلال شامل اختلال اضطراب اجتماعی و اختلال اضطراب فراگیر می‌شود.
- اختلال استرس پس از سانحه (PTSD). بعضی از افرادی که مبتلا به اختلال استرس پس از سانحه هستند، دارای اختلال دوقطبی هم هستند.
- اختلال کم توجهی- بیش فعالی (ADHD). اختلال کم توجهی- بیش فعالی علایمی دارد که با اختلال دوقطبی همپوشی دارد. به همین دلیل، تمیز اختلال دوقطبی از اختلال کم توجهی- بیش فعالی دشوار است. گاهی یکی با دیگری اشتباه گرفته می‌شود. در بعضی موارد، یک شخص ممکن است با هر دو اختلال تشخیص داده شود.
- اعتیاد یا سوءمصرف مواد. بسیاری از افرادی که مبتلا به اختلال دوقطبی هستند، همچنین ممکن است مشکلات الکلی، تنباکویی و دارویی داشته باشند. داروها و الکل ممکن است که ظاهراً علایم را خفیف کنند، اما در واقعیت افسردگی یا مانیا را تحریک، طولانی‌تر یا بدتر می‌کنند.

مشکلات سلامت فیزیکی. افرادی که مبتلا به اختلال دوقطبی هستند به احتمال بیشتری مشکلات سلامتی خاص دیگری از قبیل بیماری قلبی، مشکلات تیروئید یا چاقی دارند.

## روز جهانی اختلال دوقطبی
روز جهانی اختلال دو قطبی (World Bipolar Day) هر ساله در ۳۰ مارس برابر با ۱۰ فروردین گرامی داشته می‌شود. نام‌گذاری ۳۰ مارس برای روز جهانی دو قطبی (WBD) نخستین بار از سوی شبکهٔ آسیایی اختلال دو قطبی (ANBD)، بنیاد جهانی دو قطبی (IBFP) و جامعه جهانی دو قطبی (ISBD) انجام شد.
ونگوگ که خود مبتلا به دوقطبی بود در این روز متولد شده است و به همین دلیل این روز را برای این مناسبت انتخاب کرده‌اند.

## چهره‌های دارای علائم دوقطبی
به مرور زمان از ابتلا به اختلال دوقطبی تابوزدایی شده است. برخی از چهره‌ها به خواست خود دربارهٔ علائمشان علناً سخن گفته‌اند و علائم برخی دیگر از چهره‌ها را روان‌شناسان، پژوهشگران و منتقدان شناسانده‌اند. از جمله:
- بریتنی اسپیرز، خواننده، ترانه‌سرا و رقصندهٔ آمریکایی.[۲۹]
- ادگار آلن پو، نویسنده، شاعر، ویراستار و منتقد ادبی آمریکایی.[۳۰][۳۱][۳۲]
- جکسون پولاک، نقاش آمریکایی.[۳۳]
- فرانک سیناترا، صداپیشه، موسیقی‌دان، بازیگر و خوانندهٔ آمریکایی.[۳۴]
- استیون فرای، مجری، طنزپرداز و نویسندهٔ بریتانیایی.[۳۵]
- فروغ فرخزاد، شاعر ایرانی.[۳۶]
- زلدا فیتزجرالد، داستان‌نویس، نمایشنامه‌نویس و نقاش آمریکایی.[۳۷]
- فریدا کالو، نقاش مکزیکی.[۳۸]
- ماریا کری، خواننده و ترانه‌سرای آمریکایی.[۳۹]
- فرانسیس فورد کوپولا، فیلم‌نامه‌نویس، تهیه‌کننده و کارگردان آمریکایی.[۴۰]
- سلنا گومز، خواننده، ترانه‌سرا و بازیگر آمریکایی.[۴۱]
- مل گیبسون، بازیگر، کارگردان و تهیه‌کنندهٔ استرالیایی‌آمریکایی.[۴۲]
- آبراهام لینکن، شانزدهمین رئیس‌جمهور ایالات متحدهٔ آمریکا.[۴۳]
- گوستاو مالر، آهنگساز اهل چک.[۴۴]
- ارنست همینگوی، نویسندهٔ آمریکایی.[۴۵]
- ژان-کلود ون دام، هنرپیشه و رزمی‌کار بلژیکی.[۴۶]
- ونسان ون گوک، نقاش هلندی.[۴۷]
- ویرجینیا وولف، رمان‌نویس، جستارنویس و فمینیست بریتانیایی.[۴۸]

## یادداشت
1. ↑  نوعی سندرم است که شخص مبتلا به آن دچار اختلالات حرکتی شده و گاهی تا مدتی طولانی بدون حرکت یا صحبت کردن ثابت مانده و در برخی موارد دیگر افراد حرکات هیجانی یا بیش‌فعال از خود نشان می‌دهند.[۱۳]

## واژه‌نامه
1. ↑  mania (manic)
2. ↑  hypomania
3. ↑  bipolar I disorder
4. ↑  bipolar II disorder
5. ↑  Mood stabilizers
6. ↑  lithium
7. ↑  valproate
8. ↑  carbamazepine
9. ↑  Electroconvulsive therapy (ECT)
10. ↑  Catatonic Schizophrenic